# 胡辣湯
胡辣湯（こらつとう、フーラータン、中国語: 胡辣汤、ラテン文字表記：Hulatang / Hu La Tang）は、中国の伝統的なスープで、河南省の代表的な小吃でもある。
胡辣湯は河南省で生まれ、主に2つの異なる様式に分けることができる。一つは逍遥鎮（Xiaoyao Zhen、周口市西華県の街）の逍遥胡辣湯、もう一方は北舞渡（Beiwudu）である。料理名から分かる通り、トウガラシと黒胡椒を牛肉の出汁から作ったスープの中に入れる。

## 過去と現在
胡辣湯の発祥は古代中国に遡るが、誰が最初に生み出したのかについては記録がない。だが古代中国の胡辣湯の材料は現代のレシピと同じである。
胡椒の他に、ショウガ、アニスシード、フェンネルなどを沸騰したスープに加える。胡辣湯を飲むことで、身体全体に暖かさが行き渡る味わいを感じられる。
現代の中国、特に東北部の人々にとって、胡辣湯は朝食で出される料理である。スープ一杯は4元から販売されているが、材料の質や幅広さ、料理店により高値の胡辣湯も存在する。

## 材料
調理した牛肉、牛肉の出汁、小麦粉、ヴェルミチェッリ、海藻、ホウレンソウ、胡椒、ショウガ、塩、酢、ごま油である。